# Collegio di Streatham
Streatham è stato un collegio elettorale situato nella Grande Londra, e rappresentato alla Camera dei comuni del Parlamento del Regno Unito. Eleggeva un membro del parlamento con il sistema first-past-the-post, ossia maggioritario a turno unico; il collegio è stato abolito in occasione della revisione periodica del 2024.

## Estensione
- 1918–1974: il ward di Streatham del borgo metropolitano di Wandsworth.
- 1974–1983: i ward del borgo londinese di Lambeth di Clapham Park, St Leonard's, Streatham Hill, Streatham South, Streatham Wells e Thornton.
- 1983–1997: come sopra, più il ward di Town Hall.
- 1997–2010: come sopra, più i ward di St Martin's e Tulse Hill.
- 2010–2024: i ward del borgo londinese di Lambeth di Brixton Hill, Clapham Common, St Leonard’s, Streatham Hill, Streatham South, Streatham Wells, Thornton e Tulse Hill.

Streatham era un collegio di forma allungata che comprendeva la porzione sud-occidentale del borgo londinese di Lambeth. Il quartiere di Streatham comprendeva i quattro ward della parte meridionale del collegio. Nella sua parte nord-occidentale, il collegio includeva metà di Clapham Common, mentre la parte nord-orientale includeva parte di Brixton, condivisa con i confinanti collegi di Vauxhall e Dulwich and West Norwood.

## Membri del parlamento
| Elezione | Elezione        | Deputato              | Partito          |
| -------- | --------------- | --------------------- | ---------------- |
|          | 1918            | William Lane-Mitchell | Conservatore     |
| 1939 (S) | David Robertson |                       | Conservatore     |
| 1950     | Duncan Sandys   |                       | Conservatore     |
| Feb 1974 | Bill Shelton    |                       | Conservatore     |
|          | 1992            | Keith Hill            | Laburista        |
| 2010     | Chuka Umunna    |                       | Laburista        |
|          | Chuka Umunna    | 2019                  | Change UK        |
|          | Chuka Umunna    | 2019                  | Lib Dem          |
|          | 2019            | Bell Ribeiro-Addy     | Laburista        |
|          | 2024            | Collegio abolito      | Collegio abolito |

## Elezioni

### Elezioni negli anni 2010
| Partito                    | Partito                                | Candidato                  | Risultati 12 dicembre 2019 | Risultati 12 dicembre 2019 |
| Partito                    | Partito                                | Candidato                  | Voti                       | %                          |
| -------------------------- | -------------------------------------- | -------------------------- | -------------------------- | -------------------------- |
|                            | Laburista                              | Bell Ribeiro-Addy          | 30 976                     | 54,81                      |
|                            | Lib Dem                                | Helen Thompson             | 13 286                     | 23,51                      |
|                            | Conservatore                           | Rory O’Broin               | 9 060                      | 16,03                      |
|                            | Verdi                                  | Scott Ainslie              | 2 567                      | 4,54                       |
|                            | Brexit                                 | Penelope Becker            | 624                        | 1,10                       |
|                            |                                        |                            |                            |                            |
| Iscritti                   | Iscritti                               | Iscritti                   | 84 788                     | 100,00                     |
| ↳ Votanti (% su iscritti)  | ↳ Votanti (% su iscritti)              | ↳ Votanti (% su iscritti)  | 56 513                     | 66,65                      |
| ↳ Astenuti (% su iscritti) | ↳ Astenuti (% su iscritti)             | ↳ Astenuti (% su iscritti) | 28 275                     | 33,35                      |
|                            |                                        |                            |                            |                            |
|                            | Esito: collegio confermato a Laburista |                            |                            |                            |

| Partito                    | Partito                                | Candidato                  | Risultati 8 giugno 2017 | Risultati 8 giugno 2017 |
| Partito                    | Partito                                | Candidato                  | Voti                    | %                       |
| -------------------------- | -------------------------------------- | -------------------------- | ----------------------- | ----------------------- |
|                            | Laburista                              | Chuka Umunna               | 38 212                  | 68,49                   |
|                            | Conservatore                           | Kim Caddy                  | 11 927                  | 21,38                   |
|                            | Lib Dem                                | Alex Davies                | 3 611                   | 6,47                    |
|                            | Verdi                                  | Nicole Griffiths           | 1 696                   | 3,04                    |
|                            | UKIP                                   | Robert Stephenson          | 349                     | 0,63                    |
|                            |                                        |                            |                         |                         |
| Iscritti                   | Iscritti                               | Iscritti                   | 78 649                  | 100,00                  |
| ↳ Votanti (% su iscritti)  | ↳ Votanti (% su iscritti)              | ↳ Votanti (% su iscritti)  | 55 795                  | 70,94                   |
| ↳ Astenuti (% su iscritti) | ↳ Astenuti (% su iscritti)             | ↳ Astenuti (% su iscritti) | 22 854                  | 29,06                   |
|                            |                                        |                            |                         |                         |
|                            | Esito: collegio confermato a Laburista |                            |                         |                         |

| Partito                    | Partito                                | Candidato                  | Risultati 7 maggio 2015 | Risultati 7 maggio 2015 |
| Partito                    | Partito                                | Candidato                  | Voti                    | %                       |
| -------------------------- | -------------------------------------- | -------------------------- | ----------------------- | ----------------------- |
|                            | Laburista                              | Chuka Umunna               | 26 474                  | 53,02                   |
|                            | Conservatore                           | Kim Caddy                  | 12 540                  | 25,11                   |
|                            | Lib Dem                                | Amna Ahmad                 | 4 491                   | 8,99                    |
|                            | Verdi                                  | Jonathan Bartley           | 4 421                   | 8,85                    |
|                            | UKIP                                   | Bruce Machan               | 1 602                   | 3,21                    |
|                            | Cannabis Is Safer Than Alcohol         | Artificial Beast           | 192                     | 0,38                    |
|                            | TUSC                                   | Unjum Mirza                | 164                     | 0,33                    |
|                            | Rivoluzionario dei Lavoratori          | Deon Gayle                 | 49                      | 0,10                    |
|                            |                                        |                            |                         |                         |
| Iscritti                   | Iscritti                               | Iscritti                   | 79 137                  | 100,00                  |
| ↳ Votanti (% su iscritti)  | ↳ Votanti (% su iscritti)              | ↳ Votanti (% su iscritti)  | 49 933                  | 63,10                   |
| ↳ Astenuti (% su iscritti) | ↳ Astenuti (% su iscritti)             | ↳ Astenuti (% su iscritti) | 29 204                  | 36,90                   |
|                            |                                        |                            |                         |                         |
|                            | Esito: collegio confermato a Laburista |                            |                         |                         |

| Partito                    | Partito                                | Candidato                  | Risultati 6 maggio 2010 | Risultati 6 maggio 2010 |
| Partito                    | Partito                                | Candidato                  | Voti                    | %                       |
| -------------------------- | -------------------------------------- | -------------------------- | ----------------------- | ----------------------- |
|                            | Laburista                              | Chuka Umunna               | 20 037                  | 42,78                   |
|                            | Lib Dem                                | Chris Nicholson            | 16 778                  | 35,82                   |
|                            | Conservatore                           | Rahoul Bhansali            | 8 578                   | 18,31                   |
|                            | Verdi                                  | Rebecca Findlay            | 861                     | 1,84                    |
|                            | Cristiano                              | Geoffrey Macharia          | 237                     | 0,51                    |
|                            | Democratici                            | Janus Polenceus            | 229                     | 0,49                    |
|                            | Rivoluzionario dei Lavoratori          | Paul Lepper                | 117                     | 0,25                    |
|                            |                                        |                            |                         |                         |
| Iscritti                   | Iscritti                               | Iscritti                   | 74 581                  | 100,00                  |
| ↳ Votanti (% su iscritti)  | ↳ Votanti (% su iscritti)              | ↳ Votanti (% su iscritti)  | 46 837                  | 62,80                   |
| ↳ Astenuti (% su iscritti) | ↳ Astenuti (% su iscritti)             | ↳ Astenuti (% su iscritti) | 27 744                  | 37,20                   |
|                            |                                        |                            |                         |                         |
|                            | Esito: collegio confermato a Laburista |                            |                         |                         |

### Elezioni negli anni 2000
| Partito                    | Partito                                | Candidato                  | Risultati 5 maggio 2005 | Risultati 5 maggio 2005 |
| Partito                    | Partito                                | Candidato                  | Voti                    | %                       |
| -------------------------- | -------------------------------------- | -------------------------- | ----------------------- | ----------------------- |
|                            | Laburista                              | Keith Hill                 | 18 950                  | 46,66                   |
|                            | Lib Dem                                | Darren Sanders             | 11 484                  | 28,28                   |
|                            | Conservatore                           | James Sproule              | 7 238                   | 17,82                   |
|                            | Verdi                                  | Shane Collins              | 2 245                   | 5,53                    |
|                            | UKIP                                   | Trevor Gittings            | 396                     | 0,98                    |
|                            | Rivoluzionario dei Lavoratori          | Billy Colvill              | 127                     | 0,31                    |
|                            | Indipendente                           | Philippa Stone             | 100                     | 0,25                    |
|                            | Indipendente                           | Robert West                | 40                      | 0,10                    |
|                            | Indipendente                           | Sarah Acheng               | 35                      | 0,09                    |
|                            |                                        |                            |                         |                         |
| Iscritti                   | Iscritti                               | Iscritti                   | 79 171                  | 100,00                  |
| ↳ Votanti (% su iscritti)  | ↳ Votanti (% su iscritti)              | ↳ Votanti (% su iscritti)  | 40 615                  | 51,30                   |
| ↳ Astenuti (% su iscritti) | ↳ Astenuti (% su iscritti)             | ↳ Astenuti (% su iscritti) | 38 556                  | 48,70                   |
|                            |                                        |                            |                         |                         |
|                            | Esito: collegio confermato a Laburista |                            |                         |                         |

| Partito                    | Partito                                | Candidato                  | Risultati 7 giugno 2001 | Risultati 7 giugno 2001 |
| Partito                    | Partito                                | Candidato                  | Voti                    | %                       |
| -------------------------- | -------------------------------------- | -------------------------- | ----------------------- | ----------------------- |
|                            | Laburista                              | Keith Hill                 | 21 401                  | 57,29                   |
|                            | Lib Dem                                | Roger O'Brien              | 6 771                   | 18,12                   |
|                            | Conservatore                           | Stephen Hocking            | 6 639                   | 17,77                   |
|                            | Verdi                                  | Mohammed Sajid             | 1 641                   | 4,39                    |
|                            | Alleanza Socialista                    | Greg Tucker                | 906                     | 2,43                    |
|                            |                                        |                            |                         |                         |
| Iscritti                   | Iscritti                               | Iscritti                   | 76 021                  | 100,00                  |
| ↳ Votanti (% su iscritti)  | ↳ Votanti (% su iscritti)              | ↳ Votanti (% su iscritti)  | 37 358                  | 49,14                   |
| ↳ Astenuti (% su iscritti) | ↳ Astenuti (% su iscritti)             | ↳ Astenuti (% su iscritti) | 38 663                  | 50,86                   |
|                            |                                        |                            |                         |                         |
|                            | Esito: collegio confermato a Laburista |                            |                         |                         |

## Risultati dei referendum

### Referendum sulla permanenza del Regno Unito nell'Unione europea del 2016
|             | Collegio    | Lasciare UE % | Rimanere in UE % |
| ----------- | ----------- | ------------- | ---------------- |
|             | Streatham   | 21,5%         | 79,5%            |
|             | Inghilterra | 53,3%         | 46,7%            |
| Regno Unito | 51,9%       | 48,1%         |                  |

Streatham fu il collegio del Regno Unito con la più alta percentuale a favore del Remain, con il 79,5% dei voti a favore. Fu seguito da Bristol West con il 79,3% e da Hackney North and Stoke Newington con il 79,1%.